# Aztekium
Aztekium Boed. è un genere di piante succulente della famiglia delle Cactacee.

## Descrizione
Comprende piante di forma globulare, che presentano numerose coste (da 8 a 10), molto piccole e prive di spine. Il colore è verde e bianco lungo le coste. Sono tra i cactus più piccoli finora conosciuti (sono appunto piante nane). Dopo circa cinque anni d'età producono dei fiori colorati.

## Distribuzione e habitat
Le piante del genere Aztekium sono originarie del Messico centrale e settentrionale, nei distretti di Chihuahua, Zacatecas e Durango.

## Tassonomia
Il genere conta due sole specie:
- Aztekium hintoni Glass & W.A.Fitz Maur.
- Aztekium ritteri (Boed.) Boed.

## Coltivazione
Queste cactacee hanno bisogno di un terreno prevalentemente inorganico e in minima parte organico, da tenere in luogo arieggiato e in pieno sole, abituando le piante gradualmente per evitare scottature.
Durante l'inverno devono riposare in luoghi protetti dall'umidità ma freschi, in quanto non sopportano una temperatura inferiore agli 8 °C sopra lo zero.
Crescono in modo assai lento, e sono spesso innestate su altre piante succulente, come Cereus jamacaru.